# هنری پروگلیو
هنری پروگلیو (به فرانسوی: Henri Proglio) (زاده ۲۹ ژوئن ۱۹۴۹) بازرگان و مدیر ارشد اجرایی فرانسوی است، که هم‌اکنون به‌عنوان مدیر عامل اجرایی و رییس هیئت مدیره شرکت الکتریسیته دو فرانس فعالیت می‌کند. وی از اعضای هیئت مدیره شرکت‌های سی‌ان‌پی، داسو اوییشن و ناتیکزیس نیز می‌باشد.